# Tohru Honda
Tohru Honda (本田 透, Honda Tōru) a Fruits Basket című manga és anime sorozat főszereplője. Szerény, önzetlen, jószívű és vidám természete miatt különleges szerepet tölt be a történetben. Arisa Uotani és Saki Hanajima a legjobb barátnői. Mindkét szülője meghalt a történet kezdete előtt.

## Szerepe a történetben

### Háttér
A történet kezdetén Tohru egy sátorban lakik, mert a szülei, Kyoko és Katsuya Honda meghaltak, és a nagyapja házát pedig éppen felújítják. A nagyapja arra kéri, hogy lakjon valamelyik barátjánál, de Tohru ezt nem teszi meg, mivel úgy véli, mindkét barátnője számára teher volna. A nehéz helyzet ellenére Tohru derűlátó marad. Iskolába menet találkozik Shigure Sohmával, akinek a kínai zodiákus szobrai felkeltik a figyelmét. Később Tohru rájön, hogy a Sohma család területén van a sátra. Miután egy földcsuszamlás tönkreteszi a sátort, a Sohma családnál kezd élni, akiknél főz és mos, cserébe a szállásért. Az idő elteltével, egyre bonyolultabbá válik Tohru kapcsolata a Sohma családdal.
Később kiderül, hogy Tohru több jellemző tulajdonsága (mint például a beszédstílusa) is gyerekkorában alakult ki, mert utánozni akarta az apja személyiségét. vagy legalábbis amit apjáról megtudott Kyoko és a nagyapja elbeszélései nyomán. Ugyanis gyerekként többször megszólták, hogy külsőre mennyire hasonlít az anyjára, Kyokora, viszont az apjára egyáltalán nem. Több rokon egyenesen azt találgatta, hogy Tohru egyáltalán Katsuya lánya-e, és egyszer Tohru ezt meghallotta. Attól a pillanattól fogva kezdte el utánozni az apja szokásait, hogy bebizonyítsa, hogy a Honda család tagja.
Egy másik jellemző tulajdonsága, hogy hajlamos aggódni és törődni a betegekkel, ami az apja halálának körülményeiből származtatható. Katsuyának csupán láza volt, ami végül tüdőgyulladássá fejlődött ki.

## Egyéb
- Tohrunak barna szeme van a mangában, de az animében kékek
- Tohru egyenruhája a legtöbb képen kék, és az animében is